# مونتزامبانو
مونتزامبانو (به ایتالیایی: Monzambano) یک کومونه در ایتالیا است که در استان منتووا واقع شده‌است.

## خصوصیات
مونتزامبانو ۲۹٫۹ کیلومترمربع مساحت و ۴٬۷۲۱ نفر جمعیت دارد.